# Štefan Žáry
Štefan Žáry (Poniky, 11 dicembre 1918 – Bratislava, 25 agosto 2007) è stato un poeta, scrittore, traduttore  e giornalista slovacco esponente del surrealismo, nonché autore di libri per ragazzi.
Fu marito della scrittrice Hana Ponická.

## Biografia
Nacque nella famiglia di un insegnante e ricevette la sua istruzione nelle scuole di Poniky, Zvolen, Banská Bystrica, dove conseguì la maturità nel 1938. Proseguì gli studi alla facoltà filosofica dell'Università Comenio di Bratislava dove studiò lingua slovacca e lingua tedesca. Nel 1942 si arruolò nell'esercito e durante la Seconda guerra mondiale combatté sul fronte italiano, nel 1944 si unì alle forze antifasciste. Dopo la fine della guerra lavorò come redattore per il giornale Národná obroda, per la Televisione ceca a Roma e dal 1950 fu impiegato nell'Unione degli scrittori slovacchi (Zväz slovenských spisovateľov). La sua attività si concentrò soprattutto sulla redazione del giornale letterario Slovenský spisovateľ, per cui lavorò per 20 anni, in cui fu a lungo come caporedattore e direttore. Dal 1970 si dedicò esclusivamente alla scrittura. Nel 1961 fu premiato con il premio di Stato Klement Gottwald, nel 1968 ebbe dallo Stato il titolo di artista meritevole.

## Attività
Gli esordi della sua attività letteratura risalgono al periodo degli studi ginnasiali. I primi suoi scritti apparvero sui giornali Nový rod e Mladá kultúra, mentre il suo primo libro fu pubblicato nel 1938. Iniziò a scrivere poesie patriottiche, successivamente come soggetto della sua opera scelse lo stato d'animo interiore del soggetto lirico e il sentimento tragico della vita, ma anche la critica dei fenomeni sociali.
Sempre più spesso, il suo lavoro mette in luce le questioni della moralità della società contemporanea, l'eroismo dell'uomo, l'idea della sofferenza eterna o i piccoli drammi umani e le situazioni quotidiane dell'uomo. Oltre alla poesia, ha anche scritto prosa e letteratura per ragazzi. Fu anche traduttore dall'italiano, dal francese e dallo spagnolo.

## Opera

### Poesia
- 1938 – Srdcia na mozaike ("Cuori in un mosaico"), Banská Bystrica, 1938, raccolta di poesie
- 1941 – Zvieratník ("Bestiario"), Bratislava, Skarabeus, 1941, raccolta di poesie
- 1944 – Stigmatizovaný vek ("Un'epoca stigmatizzata"), Liptovský Mikuláš, Tranoscius, 1944, raccolta di poesie
- 1944 – Pečať plných amfor ("Il sigillo delle anfore piene"), Rím, S. T. P. D., 1944, raccolta di poesie
- 1946 – Pavúk pútnik ("Il ragno viaggiatore"), raccolta di poesie
- 1946 – Slnovraty ("I solstizi"), dramma lirico in versi
- 1947 – Dobrý deň, pán Villon ("Buon giorno, signor Villon"), raccolta di poesie
- 1947 – Zasľúbená zem ("Terra amata")
- 1948 – Meč a vavrín ("La spada e l'alloro"), composizione lirico-epica
- 1952 – Cesta ("Il viaggio"), raccolta di poesie
- 1954 – Aká to vôňa ("Come profuma"), raccolta di poesie
- 1955 – Návšteva ("La visita"), raccolta di poesie
- 1957 – Po mne iní ("Dopo di me gli altri"), raccolta di poesie
- 1960 – Ikar večne živý ("Icaro vivo per sempre"), raccolta di poesie
- 1960 – Zázračný triezvy koráb ("Un tranquillo bastimento miracoloso"), raccolta di poesie
- 1962 – Osmelenie do dňa, raccolta di poesie
- 1962 – Romanca o Esmeralde ("Romanza di Esmeralda"), raccolta di poesie
- 1964 – Dvanásťkrát žena ("Dodici volte donne"), raccolta di poesie
- 1965 – Múza oblieha Tróju ("La Musa assedia Troia"), ciclo di poesie con personaggi celebri
- 1966 – Púť za kolibríkom ("Viaggio dietro a un colibrì"), raccolta di poesie
- 1974 – Svätojánsky sen ("Il sogno di San Giovanni"), poema epico in versi
- 1974 – Leto nášho dospievania ("L'estate in cui finimmo di cantare"), raccolta di poesie
- 1977 – Smaragdové rúno ("Il vello di smeraldo"), raccolta di poesie
- 2004 – Orchidea Nostalgis, raccolta di poesie

### Prosa
- 1947 – Apeninský vzduch ("L'aria degli Appennini"), soggetto per novelle
- 1955 – Dolu na juhu ("Giù al sud")
- 1972 – Azúrová anabáza ("Anabasi azzurra"), romanzo in gran parte autobiografico
- 1976 – Úsmevné údolie ("Valli sorridenti"), opera autobiografica
- 1979 – Snímanie masiek ("La caduta delle maschere"), soggetti per ritratti

### Opere per ragazzi
- 1954 – Zázračné oči ("Occhi miracolosi")
- 1957 – Povesti a báje ("Racconti e leggende")
- 1961 – Ohňostroj ("Fuochi d'artificio")
- 1964 – Kukučkové hodiny ("L'orologio a cucù")
- 1974 – Červená žufanka, ricordi di gioventù
- 1979 – Ako dočiahneme slnce ("Come raggiungiamo il sole"), poesia per bambini
- 1980 – Ako zima koncertuje, leporello

### Antologie
- 1958 – Vybrané verše (1938 – 1958) ("Versi scelti 1938-1958")
- 1962 – Kde citróny kvitnú ("Dove fioriscono i limoni"), selezione da Apeninský vzduch e Dolu na juhu
- 1968 – A uvádzaj do pokušenia ("E induci in tentazione"), poesie scelte
- 1968 – Tekutý poľovník ("Il cacciatore liquido"), scritti scelti I
- 1976 – Dych domova ("Aria di casa"), scritti scelti II
- 1978 – Opojenie ("Ebbrezza"), poesie scelte
- 1981 – Kotvy a krídla ("Ancore e ali"), scritti scelti IIII

### Traduzioni
- 1961 – Guillaume Apollinaire: Pásmo (coautori Pavel Bunčák, Ján Rak, Vladimír Reisel)
- 1948 – Jean-Nicholas Arthur Rimbaud: Dielo
- 1954 – Paul Éluard: Básne pre všetkých
- 1965 – Federico García Lorca: Španielske romance (coautore Vladimír Oleríny)
- 1953 – Pablo Neruda: Vám patrím, vám spievam
- 1953 – Nicolás Guillén: Piesne Kuby
- 1978 – Nicolás Guillén: Krv zmnohonásobená
- 1957 – Gianni Rodari: Obrázky a bájky
- 1961 – Salvatore Quasimodo: Teraz, keď deň sa dvíha
- 1965 – Pier Paolo Pasolini: Rímske večery
- 1966 – Lamberto Pignotti: Poznávanie človeka
- 1967 – Giuseppe Ungaretti: Sny a akordy

## Riconoscimenti
- Premio del sindaco della città di Banská Bystrica (1999)